# 1658
- Wikisource

| Calendário gregoriano                                                        | 1658 MDCLVIII                       |
| Ab urbe condita                                                              | 2411                                |
| Calendário arménio                                                           | 1107 – 1108                         |
| Calendário bahá'í                                                            | -186 – -185                         |
| Calendário budista                                                           | 2202                                |
| Calendário chinês                                                            | 4354 – 4355 Início a 2 de fevereiro |
| Calendário copta                                                             | 1374 – 1375                         |
| Calendário etíope                                                            | 1650 – 1651                         |
| Calendários hindus - Vikram Samvat - Calendário nacional indiano - Cáli Iuga | 1713 – 1714 1579 – 1580 4758 – 4759 |
| Calendário Holoceno                                                          | 11658                               |
| Calendário islâmico                                                          | 1068 – 1069                         |
| Calendário judaico                                                           | 5418 – 5419                         |
| Calendário persa                                                             | 1036 – 1037                         |
| Calendário rúnico                                                            | 1908                                |
| Calendário solar tailandês                                                   | 2201                                |

1658 (MDCLVIII, na numeração romana)  foi um ano comum do século XVII do actual Calendário Gregoriano, da Era de Cristo, a sua letra dominical foi F (52 semanas), teve início a uma terça-feira e terminou também a uma terça-feira.
| Ano completo                       |
| ---------------------------------- |
| Ano comum com início à terça-feira |

## Eventos
- Antes de morrer Oliver Cromwell designou seu filho, Richard, para sucedê-lo no governo.

## Nascimentos
- 19 de abril — João Guilherme, Eleitor Palatino (m. 1716).

## Mortes
- 3 de Setembro - Oliver Cromwell, político britânico (n. 1599).

## Temáticos
Ciência
- Jan Swammerdam tornou-se o primeiro a observar eritrócitos, enquanto que Leeuwenhoek, por volta de 1680, observou pela primeira vez protozoários e bactérias.